# 1812 en mathématiques
| Années des mathématiques : 1809 - 1810 - 1811 - 1812 - 1813 - 1814 - 1815    |
| Décennies des mathématiques : 1780 - 1790 - 1800 - 1810 - 1820 - 1830 - 1840 |

Cet article présente les faits marquants de l'année 1812 en mathématiques.

## Naissances
- 25 janvier : William Shanks (mort en 1882), mathématicien britannique.
- 1er mars : Adrien Guilmin (mort en 1884), mathématicien français.
- 4 avril : Theodor Schönemann (mort en 1868), mathématicien allemand.
- 20 avril : Giuseppe Barilli (mort en 1894), mathématicien et homme politique italien.

## Décès

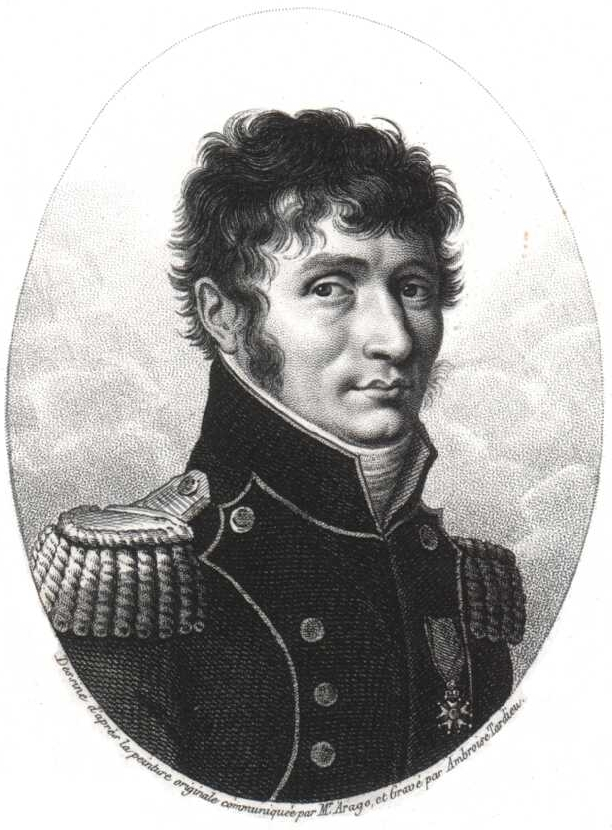
Étienne Louis Malus

- 23 février : Étienne Louis Malus (né en 1775), ingénieur, physicien et mathématicien français.
- Charles Louis François Fossé (né en 1734), mathématicien et militaire français.